# Gmina Trnovec Bartolovečki
Gmina Trnovec Bartolovečki (chorw. Općina Trnovec Bartolovečki) – gmina w Chorwacji, w żupanii varażdińskiej. W 2011 roku liczyła  6884 mieszkańców.